# Ochthebius jermakovi
Ochthebius jermakovi är en skalbaggsart som beskrevs av Armand D'Orchymont 1933. Ochthebius jermakovi ingår i släktet Ochthebius och familjen vattenbrynsbaggar. Inga underarter finns listade i Catalogue of Life.